# 美少女文庫新人王
美少女文庫新人王（びしょうじょぶんこしんじんおう）は、フランス書院が主催する長編ジュブナイルポルノを対象とした公募新人文学賞である。

## 概要
フランス書院が刊行している美少女文庫の新人作家を発掘するため、2005年に美少女文庫新人賞として創設され、2013年に現在の名称に改名された。最初の受賞者として公称当時16歳のあおぞら鈴音をデビューさせたことで話題を呼んだ。
ほぼ年1回開催される。応募締切の月は毎年変わり（例えば第3回は2007年8月、第4回は2008年4月、第5回は2009年2月）、同一年度内に2度締め切りが設定されることもある。
当初、第2回から新人賞と特別賞の2部門に分割すると告知されたものの、実際には実施されず、第1回から新人賞と編集長特別賞が設けられている。また、第6回ではえすかれ新人賞、第10回ではわかつきひかる特別賞が贈られた。

## 受賞作品一覧
タイトルおよび著者名は発刊時のもの。表記年度は締切日基準。選考作の中からデビューした作家はここでは割愛する。

### 美少女文庫新人賞
| 回次                | 賞                   | タイトル                                                           | 著者           | 備考                         |
| ------------------- | -------------------- | ------------------------------------------------------------------ | -------------- | ---------------------------- |
| 第1回 （2005年度）  | 新人賞               | こいねこ～君に逢えたら                                             | あおぞら鈴音   | [ 2 ]                        |
| 第1回 （2005年度）  | 編集長特別賞         | あねあねハーレム お姉ちゃんはふたご先生                            | 上原りょう     | [ 3 ]                        |
| 第2回 （2006年度）  | 新人賞               | ふたご学園ヘヴン2                                                  | 天野都         | [ 4 ]                        |
| 第3回 （2007年度）  | 新人賞               | あまえて♥騎士ねえ様                                                | あすなゆう     | [ 5 ]                        |
| 第3回 （2007年度）  | 編集長特別賞         | メイドインバトル！                                                 | 山口陽         | [ 6 ]                        |
| 第4回 （2008年度）  | 新人賞               | 妹ChuChu♥                                                          | 鷹羽シン       | [ 7 ]                        |
| 第4回 （2008年度）  | 編集長特別賞         | ハーレムオブナイト                                                 | 鳥居神楽       | [ 8 ]                        |
| 第5回 （2008年度）  | 新人賞               | ウチの妹がここまでMなわけがない                                    | 遠野渚         | 美少女文庫えすかれでデビュー |
| 第6回 （2009年度）  | 新人賞               | お嬢様・錦織由梨菜は保健が苦手！                                   | 水無瀬さんご   | [ 10 ]                       |
| 第6回 （2009年度）  | 編集長特別賞         | は～れ部創立！ 新入部員（嫁）募集                                  | 月乃御伽       | [ 11 ]                       |
| 第6回 （2009年度）  | えすかれ新人賞       | お姉ちゃんだって痴女になれるもん！                                 | 古田航太       | 美少女文庫えすかれでデビュー |
| 第7回 （2010年度）  | 新人賞               | 肉食生徒会長サマと草食な俺                                         | 黛ましろ       | [ 13 ]                       |
| 第8回 （2011年度）  | 新人賞               | サムライ・凜は0勝7敗!?                                             | ほんじょう山羊 | 美少女文庫えすかれでデビュー |
| 第9回 （2011年度）  | 新人賞               | 催眠！ おっぱい学園                                                | イササナナ     | 美少女文庫えすかれでデビュー |
| 第9回 （2011年度）  | 編集長特別賞         | キレキレ妹がデレるまで！                                           | 速水キル       | [ 16 ]                       |
| 第10回 （2012年度） | 新人賞               | お望みのままに！ お嬢様姉妹サマ 執事は高貴な姉とマゾな妹に挟まれて | 明山聖         | [ 17 ]                       |
| 第10回 （2012年度） | わかつきひかる特別賞 | ヤンデレ学園ハーレム天国                                           | 相泉ひつじ     | [ 17 ]                       |

### 美少女文庫新人王
| 回次（通算）                 | 賞     | タイトル         | 著者     | 備考   |
| ---------------------------- | ------ | ---------------- | -------- | ------ |
| 第1回（第11回） （2013年度） | 新人王 | 妹とあまいちゃ！ | 衣月敬真 | [ 18 ] |

## その他の主な出身作家
- 呉田文明
- みかづき紅月
- 七海ユウリ